# Liste der Kulturdenkmäler in Böchingen
In der Liste der Kulturdenkmäler in Böchingen sind alle Kulturdenkmäler der rheinland-pfälzischen Ortsgemeinde Böchingen aufgeführt. Grundlage ist die Denkmalliste des Landes Rheinland-Pfalz (Stand: 14. August 2023).

## Einzeldenkmäler
| Bezeichnung                 | Lage                                                     | Baujahr                            | Beschreibung | Bild                           |
| --------------------------- | -------------------------------------------------------- | ---------------------------------- | --- | ------------------------------ |
| Kilometerstein              | Burrweilerer Straße, bei Nr. 10 Lage                     | zweite Hälfte des 19. Jahrhunderts | Kilometerstein, zweite Hälfte des 19. Jahrhunderts | Fotos hochladen                |
| Schulhäuser                 | Hauptstraße 21 und 25 Lage                               |                                    | Schulhäuser; spätklassizistische Walmdachbauten, Treppenaufgang zur protestantischen Pfarrkirche                                                                                                  | Fotos hochladen                |
| Protestantische Pfarrkirche | Hauptstraße, hinter Nr. 21 und 25 Lage                   | um 1600                            | ehemals St. Bartholomäus, nachgotischer Saalbau, um 1600, Erweiterung im 18. Jahrhundert; fünf Grabplatten (Bild), 15. und 16. Jahrhundert; Grabstein G. J. Kern (Bild), klassizistischer Obelisk | weitere Bilder Fotos hochladen |
| Schloss Böchingen           | Hauptstraße 27 Lage                                      | zweite Hälfte des 18. Jahrhunderts | ehemaliges Schloss, jetzt Sektkellerei; dreigeschossiger spätbarocker Walmdachbau, wohl aus der zweiten Hälfte des 18. Jahrhunderts; Torbogenschlussstein, bezeichnet 1599                        | Fotos hochladen                |
| Torbogen                    | Hauptstraße, an Nr. 44/46 Lage                           | 1786                               | spätbarocker Torbogen mit Nebenpforte, bezeichnet 1786 (Bild) | Fotos hochladen                |
| Protestantisches Pfarrhaus  | Landauer Straße 3 Lage                                   | 1759                               | ehemaliges protestantisches Pfarrhaus; barocker Walmdachbau, bezeichnet 1759 | Fotos hochladen                |
| Wohnhaus                    | Landauer Straße 34 Lage                                  | Ende des 18. Jahrhunderts          | Wohnhaus, barocker Krüppelwalmdachbau, bezeichnet 1791 (Bild) | Fotos hochladen                |
| Schulhaus                   | Walsheimer Straße 10 Lage                                | 1930er Jahre                       | ehemalige Schule; stattlicher Walmdachbau, neuklassizistisch gefärbter Heimatstil, expressionistische Motive, 1930er Jahre                                                                        | Fotos hochladen                |
| Kilometerstein              | westlich des Ortes an der L 513; Flur Kandelwingert Lage | zweite Hälfte des 19. Jahrhunderts | Kilometerstein, zweite Hälfte des 19. Jahrhunderts | Fotos hochladen                |